# Arquidiocese de Libreville
A Arquidiocese de Libreville (Archidiœcesis Liberopolitana) é uma circunscrição eclesiástica da Igreja Católica situada em Libreville, Gabão. Seu atual arcebispo é Jean-Patrick Iba-Ba. Sua Sé é a Catedral de Santa Maria de Libreville.
Possui 36 paróquias servidas por 85 padres, contando com 894000 habitantes, com 59,7% da população jurisdicionada batizada.

## História
A prefeitura apostólica das Das Guinés e de Senegambia foi erigida em 22 de janeiro de 1842, recebendo seu território da diocese do Funchal e de São Tomé e Príncipe.
Em 3 de outubro do mesmo ano, a prefeitura apostólica foi elevada a vicariato apostólico com o breve De universi dominici gregis do Papa Gregório XVI.
Em 10 de outubro de 1855, 13 de abril de 1858 e 28 de agosto de 1860, cedeu partes de seu território para o benefício da ereção de novos vicariados apostólicos, respectivamente, Annobon, Corisco e Fernando Poo (hoje arquidiocese de Malabo), Serra Leoa (hoje arquidiocese de Freetown) e Daomé (hoje arquidiocese de Lagos).
Em 6 de fevereiro de 1863, o vicariato apostólico foi dividido para dar origem ao vicariato apostólico da Senegâmbia (hoje arquidiocese de Dacar) e ao vicariato apostólico das Duas Guinés.
Em 3 de junho e em 27 de setembro de 1879 cedeu partes de seu território em benefício da ereção, respectivamente, das prefeituras apostólicas da Cimbebasia (hoje Diocese do Cuíto-Bié) e da Costa do Ouro (hoje arquidiocese de Cape Coast). Já em 2 de maio de 1884, foi criada a prefeitura apostólica do Alto Níger (hoje Arquidiocese da Cidade do Benim).
Em 18 de março de 1890, uma porção adicional do território foi cedida à ereção da prefeitura apostólica dos Camarões (hoje arquidiocese de Yaoundé) e, contextualmente, o vicariato das Duas Guinés tomou o nome de vicariato apostólico do Gabão.
Em 10 de julho de 1947, mudou de nome para vicariato apostólico de Libreville.
Em 14 de setembro de 1955 o vicariato apostólico foi elevado a diocese pela bula Dum tantis do papa Pio XII. Originalmente era sufragânea da arquidiocese de Brazzaville.
Em 11 de dezembro de 1958 a diocese uma parte do seu território em favor da ereção da diocese de Mouila e assim foi elevada à arquidiocese metropolitana pela bula Supremi illius muneris do Papa João XXIII.
Em 29 de maio de 1969 e 19 de março de 2003, ainda cedeu partes do território para o benefício da ereção das dioceses de Oyem e de Port-Gentil.

## Prelados
- Edward Barron † (1842 - 1844)
- Eugène Tisserant † (1844 - 1846)
- Jean-Benoît Truffet, C.S.Sp. † (1846 - 1847)
- Jean-Rémi Bessieux, C.S.Sp. † (1848 - 1876)
- Pierre-Marie Le Berre, C.S.Sp. † (1877 - 1891)
- Alexandre-Louis-Victor-Aimé Le Roy, C.S.Sp. † (1892 - 1896)
- Jean Martin Adam, C.S.Sp. † (1897 - 1914)
- Louis Jean Martrou, C.S.Sp. † (1914 - 1925)
- Louis-Michel-François Tardy, C.S.Sp. † (1926 - 1947)
- Jean-Jerôme Adam, C.S.Sp. † (1947 - 1969)
- André Fernand Anguilé † (1969 - 1998)
- Basile Mvé Engone, S.D.B. (1998 - 2020)
- Jean-Patrick Iba-Ba (desde 2020)